# Vincenzo Cilento
Vincenzo Cilento (Stigliano, 1º dicembre 1903 – Napoli, 7 febbraio 1980) è stato uno storico della filosofia italiano, studioso del neoplatonico Plotino.

## Biografia
Nacque a Stigliano da Giuseppe e Filomena Cavalieri, fratello di Nicola. Studiò a Firenze nel collegio Le Querce dei padri Barnabiti, dove conseguì la maturità classica e dove maturò la sua vocazione, che lo condusse all'ordinazione sacerdotale, come barnabita, il 18 dicembre 1926. Fu poi destinato al Collegio Bianchi, dove prima da professore e poi da preside rimase per lunghi anni. Conclusi gli studi teologici, si iscrisse alla facoltà di filosofia dell'Università di Napoli, dove il 18 novembre 1930 conseguì, con lode, la laurea, discutendo una tesi su Lucien Laberthonnière con relatori Antonio Aliotta e Adolfo Omodeo.
Dal 1949 al 1952 il Cilento fu professore incaricato di storia della filosofia antica presso la Scuola di perfezionamento in filologia classica dell'università di Napoli; nel 1955 conseguì la libera docenza di quella disciplina; fu poi professore incaricato di storia della filosofia medievale nell'università di Napoli dal 1955. Vinse nel 1963 il concorso per la cattedra di storia della filosofia antica nell'università di Bari; nel 1966 fu chiamato all'università di Napoli per occuparvi l'istituenda cattedra di religioni del mondo classico, e di tale insegnamento fu titolare fino al 1974, anno in cui fu collocato fuori ruolo.
Fu un finissimo interprete di poesia e di musica, poeta egli stesso (dei quale pochi carmi sono editi), il Cilento fu socio di due accademie napoletane, la Pontaniana e quella di scienze morali e politiche (dal 1952), e dell'Accademia Nazionale dei Lincei (corrispondente dal 1950, nazionale dal 1968).
Collaborò a svariate riviste italiane e straniere, partecipò a numerosi convegni e contribuì alla stesura di alcune voci per l’enciclopedia Treccani. Fu colpito da una gravissima infermità nel 1973 e si spense a Napoli il 7 febbraio del 1980.

## Opere
Monografie
- Severino Boezio, Napoli, Libreria Scientifica Editrice, 1956, pp. 115.
- Giovanni di Salisbury e il suo Policraticus, Napoli, Libreria Scientifica Editrice, 1957, pp. 147.
- Alano di Lilla poeta e teologo del sec. XII, Napoli, Libreria Scientifica Editrice, 1958, pp. 103.
- Il metodo e la dottrina del «Microcosmus» di Goffredo di San Vittore, Napoli, Libreria Scientifica Editrice, 1959, pp. 119.
- La forma aristotelica in una «quaestio» medievale, Napoli, Libreria Scientifica Editrice, 1961, pp. 118.
- Trasposizioni dell’Antico, Milano-Napoli, R. Ricciardi, 1961, pp. XVI, 208.
- Medio Evo monastico e scolastico, Milano-Napoli, R. Ricciardi, 1961, pp. XVI, 393.
- Premessa storica al pensiero antico, Bari, Laterza, 1963, pp. 151.
- Comprensione della religione antica, Napoli, Morano, 1967, II ed. 1972, pp. 286.
- Pygmalion, Milano-Napoli, R. Ricciardi, 1972, pp. 165.
- Saggi su Plotino, Milano, Mursia, 1973, pp. 360.

Monografie in collaborazione e a cura di
- PORFIRIO, Vita di Plotino ed ordine dei suoi libri (Testo a cura di G. Pugliese Carratelli, versione di V. Cilento), Napoli, Macchiaroli, 1946, pp. 129.
- PLOTINO, Enneadi. (Prima versione integra e commentario critico di V .Cilento), Bari, Laterza, 1947, vol. I, pp. XV, 461. II ed. 1973.
- PLOTINO, Enneadi. (Prima versione integra e commentario critico di V. Cilento), Bari, Laterza, 1948, vol. II, pp. 588. II ed. 1973.
- PLOTINO, Enneadi. (Prima versione integra e commentario critico di V, Cilento), Bari, Laterza, 1949, vol. III/1, pp. 438. II ed. 1973.
- PLOTINO, Enneadi. (Prima versione integra e commentario critico dì V. Cilento. Bibliografia di B. Marien - V. Cilento), Bari, Laterza, 1949, vol. III/2, pp. 662. II ed. 1973.
- Lo spirito poetico e la novità dell'opera agostiniana, in Augustiniana, Napoli, Istituto Editoriale del Mezzogiorno, 1955, pp. 141-158.
- Antologia plotiniana, Bari, Laterza, 1955, pp. XX, 184. II ed. 1958; III ed. 1963; IV ed. completamente rifatta 1970, pp. 206; V ed. 1970; VI ed. 1971.
- [Voci]: Epicuro, Epitteto, Eraclito, Laberthonnière, Marco Aurelio, Parmenide, Plotino, Plutarco, Porfirio, Proclo, pseudo-Dionigi l'Areopagita, «Dizionario letterario Bompiani degli Autori di tutti i tempi e di tutte le letterature», Milano, Bompiani, 1957, voll. I, II, III.
- Ellenismo, «Enciclopedia Filosofica» («Istituto per la collaborazione culturale», Venezia-Roma), Firenze, Sansoni, vol. I, coll. 1853-1859. II ed. 1967, coll. 784-791.
- Mito e poesia nelle Enneadi di Plotino, in Les sources de Plotin (Entretiens sur l’Antiquité Classique, Vandoeuvres-Genève 1957), t. V, Genève, Fondation Hardt, 1960, pp. 243-323.
- PLUTARCO, Diatrica isiaca e dialoghi delfici. Testo e versione di Iside e Osiride. La E delfica. I responsi della Pizia. Il tramonto degli oracoli, Firenze, Sansoni, 1962, pp. XXXV, 486.
- Leopardi e l’Antico, in Studi di varia umanità in onore di Francesco Flora, Milano, Mondadori, 1963, pp. 601-617.
- Umanesimi medievali e storia della cultura dal VI al XII secolo, in La Chiesa cattolica nella storia della umanità, Fossano, Ed. Esperienze, 1964, pp. 169-226.
- Glosse di Egidio da Viterbo alla traduzione ficiniana delle Enneadi in un incunabulo del 1492, in Studi di bibliografia e di storia in onore di Tammaro De Marinis, Verona, Stamperia Valdonega, 1964, vol. I, pp. 281-296.
- Il potere sofferto, «Il problema del potere politico», «Atti del XVIII Convegno del Centro di Studi Filosofici tra professori universitari. Gallarate, 1963», Brescia, Morcelliana, 1964, pp. 332-337.
- La sociologia nell’ambiente umano della storia, « Atti del XIX Convegno del Centro di Studi Filosofici tra professori universitari. Gallarate, 1964», Brescia, Morcelliana, 1965, pp. 105-110.
- La dimensione plotiniana del tempo e dell’eternità, «Atti del XX Convegno del Centro di Studi Filosofici tra professori universitari. Gallarate, 1965», Brescia, Morcelliana, 1966, pp. 163-179.
- Frammento di una ‘Storia dell’essere’ dalla sua fondazione metafisica greca all’attuale dissoluzione fenomenologica, in L’Essere, Roma, Ed. Studium, 1967, pp. 3-24.
- Paideia classica e cristiana, Introduzione a C. N. COCHRANE, Cristianesimo e cultura classica, Bologna, Il Mulino, 1969, pp. VII-XXXII.
- Tracce di dramma e di mimo nelle Enneadi di Plotino, «Atti del III Congresso Internazionale di Studi sul Dramma Antico», Roma-Siracusa, Istituto Nazionale del Dramma Antico, 1969, pp. 277-295.
- La mistica ellenica, in La mistica non cristiana (a cura di E. Ancilli), Brescia, Morcelliana, 1970, pp. 187-304.
- Pygmalion ovvero la statua vivente, in Un augurio a Raffaele Mattioli, Firenze, Sansoni, 1970, pp. 313-342.
- La storia come verità e poesia, in Critica e storia letteraria. Studi offerti a Mario Fubini, Padova, Liviana, 1970, pp. 25-29.
- Stile e sentimento tragico nella filosofia di Plotino, in Le néoplatonisme (Actes du Colloque International sur le néoplatonisme, Royaumont, 9-13 juin 1969), Paris, Edition du Centre National de la Recherche Scientifique, 1970, pp. 37-42.
- PLOTINO, Paideia antignostica. Ricostruzione d’un unico scritto da Enneadi III 8, V 8, V 5, II 9. (Introduzione e commento a cura di V. Cilento), Firenze, Le Monnier, 1971, pp. 276.
- Mito ellenico e simboli cristiani, Introduzione a H. RAHNER, Miti greci nell’interpretazione cristiana, Bologna, Il Mulino, 1971, pp. VII-XXV.
- Omero magico e misterico, in Studi filologici e storici in onore di Vittorio De Falco, Napoli, Libreria Scientifica Editrice, 1971, pp. 15-23.
- Presenza di Plotino nel mondo moderno, «Atti del Convegno Internazionale sul tema: Plotino e il Neoplatonismo in Oriente e in Occidente, Roma, 5-9 ottobre 1970», Roma, Acc. Naz. dei Lincei, pp. 13-29.
- Il mito eterno di Antigone, in Scritti in onore di Cleto Carbonara, Napoli, Giannini, 1976, pp. 162-166.
- Poesia e musica, in Filosofia Musica Arti. Studi e testimonianze sull’opera di Alfredo Parente, Napoli, Arte Tipografica, 1979, pp. 369-371.

Articoli di riviste
- Tre lezioni di filosofia cristiana, «Annuario del Liceo Bianchi dei PP. Barnabiti di Napoli», Napoli, Tipomeccanica, pp. 41.
- Contemplazione, «La Parola del Passato», A. I, fasc. II, pp. 197-221.
- Il Demone, «La Parola del Passato», A. III, fasc. IX, pp. 213-227.
- Linceo nel mito e nella filosofia, «Rendiconti della Classe di scienze morali, storiche e filologiche dell'Accademia Nazionale dei Lincei», serie VIII, vol. V - fasc. 11-12, pp. 506-510.
- L'Oracolo degli uomini, «La Parola del Passato», A. VIII, fasc. XVIII, pp. 161-181.
- Una tragedia delfica: Jone di Euripide, «La Parola del Passato», VIII, fasc. XXXI, pp. 241-263.
- Le poesie di Achille Geremicca, «Il Fuidoro», II, 7 ottobre 1955, pp. 286-287.
- La «non estetica» di George Santayana, «Rivista di Estetica », I, pp. 81-96.
- Il Dottore delle Genti, «Il Mattino», 14 marzo, p. 3 e «L'Osservatore Romano», 23 aprile, p. 5.
- Platone medievale e monastico, «La Parola del Passato», XIV, fasc. LXIX, 1959, pp. 432-450.
- S. Tommaso d’Aquino umanista, «Rassegna di scienze filosofiche», XIII, n. 2, 1960, pp. 149-164.
- La persona, umana nel Cristianesimo e nell’Esistenzialismo, «Asprenas», VII, n. 1, 1960, pp. 3-15.
- Psyché, «La Parola del Passato», XVI, fasc. LXXVIII, 1961, pp. 190-211.
- Sull’opera di CHRISTIAN RUTTEN, Les Catégories du monde sensible dans les «Ennéades» de Plotin, «Gnomon», 1963, XXXV, pp. 346-355.
- La radice metafisica della libertà nell’antignosi plotiniana, «La Parola del Passato», XVIII, fasc. LXXXIX, 1963, pp. 94-123.
- Francesco Acri, «Vichiana», I, fasc. II, 1964, pp. 58-72.
- Parmenide in Plotino, «Giornale critico della filosofia italiana», XLIV, fasc. II, 1964, pp. 194-203.
- Per una ricostruzione di Posidonio, «Annali della Facoltà di Lettere e Filosofia dell’Università di Bari», vol. IX, 1964, pp. 51-75.
- Sul commentario aristotelico di Psello, «Rivista di Filologia e d’Istruzione Classica», n.s., XCII, fasc. 3, 1964, pp. 377-380.
- Recensione a G. CALOGERO, La logica di Anassagora («La cultura», I, 1963, pp. 449-501), «Rivista di Filologia e d’Istruzione Classica », XCII, fasc. 2, 1964, pp. 249-250.
- Recensione a J. M. RIST, Forms of individuals in Plotinus («The Clas51cal Quarterly», N.S. 13, 1963, pp. 223-231), «Rivista dl Filologia e d’Istruzione Classica», XCII, fasc. 4, 1964, pp. 499-500.
- Cattedra e Altare (Annotazioni sparse di P. V. Cilento), «Il Davanzati», III, n. 7, 1964, pp. 15-21.
- Manara Valgimigli con i poeti e filosofi di Grecia, «Rivista di studi crociani», II, fasc. I, 1965, pp. 14-27.
- Storia del testo delle Enneadi, «Rivista di Filologia e d’Istruzione Classica», XCIII, fasc. 3, 1965, pp. 369-379.
- Recensione a R. MONDOLFO, Momenti del pensiero greco e cristiano (Napoli, 1964), «Giornale critico della filosofia italiana», XLIV, 1965, pp. 433-435.
- Il mito medievale della «Translatio studii», «Filologia e letteratura », XII, fasc. 1, 1966, pp. 1-15.
- Simbolismo e analogia in San Bonaventura, «Doctor Seraphicus», XIII, n. 13, 1966, pp. 1-32.
- Unità e distinzione di mistica e dialettica nel pensiero religioso di Plotino, «Rassegna di Scienze Filosofiche», XIX, n. 3, 1966, pp. 157-182.
- Croce e gli antichi, «Atti dell'Accademia di Scienze Morali e Politiche della Società Nazionale di Scienze, Lettere ed Arti in Napoli», Napoli, vol. LXXVII, 1966, pp. 411-420.
- Asclepio, «La Parola del Passato», XXI, fasc. CXI, 1966, pp. 449-459.
- Esperienza religiosa di un filosofo greco, «Rivista di storia e letteratura religiosa», II, N. 3, 1966, pp. 405-426.
- Plotino tra lirica e tragedia, «Giornale critico della filosofia italiana», XLVII, fasc. II, 1967, pp. 238-253.
- Stile e linguaggio nella filosofia di Plotino, «Vichiana», IV, fasc. I, 1967, pp. 29-41.
- Filologia e Storicismo ovvero Antico e Nuovo, «Rivista di studi crociani», IV, fasc. I, 1967, pp. 21-41.
- Porfirio, «Rivista di filologia classica», XCVI, fasc. 4, 1968, pp. 483-499.
- O. Vossler, Discorso su Croce, (Versione dal tedesco di V. Cilento), «Rivista di studi crociani », V, fasc. IV, 1968, pp. 438-449.
- Il «Sacro» e la storia, «Asprenas», XV, n. 1-2, 1968, pp. 27-48.
- Plato christianus, «Rivista di storia e letteratura religiosa», IV, n. 2, 1968, pp. 316-328.
- Recensione a P. COURCELLE, La Consolation de Philosophie dans la tradition littéraire. Antécedents et Postérité de Boèce, (Paris, 1967), «Rivista di storia e letteratura religiosa », IV, n. 1, 1968, pp. 161-167.
- Filosofia e filologia, «Rivista di studi crociani», VI, fasc. 1, 1969, pp. 66-74.
- La transposition de l’antique, «Les Etudes Classiques», XXXVIII, n. 2, 1970, pp. 129-142.
- Il genio religioso di Plotino tra i misteri antichi e nuovi, «Filosofia», XXII, N.S., fasc. II, 1971, pp. 149-164.

Opuscoli
- Il valore dello studio, Napoli, s.e., 1939, pp. 9.
- Cenni biografici del P. Giuseppe Petrarca (barnabita), Napoli, Collegio Bianchi, 1940, pp. 44.
- Cenni biografici del Rev.mo P. Ferdinando M. Napoli (barnabita) (1876-1940), Napoli, Collegio Bianchi, 1941, pp. 72.
- Nuptialia. Per le nozze Guida-Cilento (8 dicembre 1941), Napoli, L. Amitrano, 1941, pp. 12.
- Al Principe Umberto di Savoia, Napoli, L. Amitrano, 1941, pp. 12.
- Indirizzo a S.A.R. il Principe di Piemonte nel ricordo del bimillenario liviano, Napoli, L. Amitrano, 1942, pp. 20.
- Nuptialia. Per le nozze Della Valle-Sborselli (26 luglio 1947), Napoli, s.e., 1947, pp. 15.
- Presso la bara di Bruno Bacci Lombardi, Napoli, L'Arte Tipografica, 1950, pp. 13.
- Fr. Michele M. Braca (1867-1951), Napoli, Collegio Bianchi, 1952, pp. 14.
- In memoria di Luigi Lazzaro Puorro (barnabita), Napoli, Collegio Bianchi, 1955, pp. 39.
- Per le nozze Santamaria-Spersa (30 giugno 1956), Napoli, L'Arte Tipografica, 1956, pp. 17.
- Nozze Azzolini-Testai (13 ottobre 1956), Napoli, L'Arte Tipografica, 1956, pp. 21.
- Don Mosè o della Bontà (Profilo), Napoli, L'Arte Tipografica, 1957, pp. 18.
- Il «sì» nuziale. (Per le nozze Azzolini-Testai), «Gli oratori del giorno », XXVI, n. 1, 1957, pp. 45-48.
- Per la «Messa d'oro» del P. Salvatore M. Salvato (barnabita), Napoli, Chiesa di S. Maria di Caravaggio, 1958, pp. 29.
- Ricordo di P. Domenico Maria Aluisi (barnabita) (1896-1957), Napoli, Collegio Bianchi, 1958, pp. 47.
- Nozze Azzolini-Guadagno (20 aprile 1959), Napoli, L’Arte Tipografica, 1959, pp. 21.
- Ai Padri del Collegio Bianchi, ai Professori, agli Alunni, convittori ed esterni e alle loro famiglie, Napoli, L’Arte Tipografica, 1961, pp. 7.
- Nuptialia. Per le nozze Ansaldo-Chicco (23 aprile 1962), Napoli, G. Ansaldo, 1962, pp. 17.
- Nuptialia. Per le nozze Sarzanini-Monetti (27 dicembre 1964), Napoli, L’Arte Tipografica, 1964, pp. 17.
- Trittico di memorie (Don Mosè. Padre Palumbo. Padre Lubreglia), Napoli, L’Arte Tipografica, 1966, pp. 39.
- Nuptialia. Per le nozze Martano-Esposito. (Sorrento, 14 dicembre 1966), Napoli, Ed. «Il Tripode», 1966, pp. 19.
- Prima Messa del P. Gianni Losito (barnabita), (Rutigliano, 2 aprile 1967), Pompei, I.P.S.I., 1967, pp. 23.
- Discorso su Padre Semeria, Napoli, Pubbligraf. F.lli D’Agostino, 1968, II. ed. 1969, pp. 32.
- In ricordo di Ottaviano Cilento, Napoli, L’Arte Tipografica, 1969, pp. 13.
- Per la «Messa d’argento» di P. Giangiuseppe Mirizzi (Napoli, 19 aprile 1972), Napoli, Tip. Licenziato, 1972, pp. 17.